# Plicatellopsis arborescens
Plicatellopsis arborescens är en svampdjursart som beskrevs av Burton 1932. Plicatellopsis arborescens ingår i släktet Plicatellopsis och familjen Suberitidae. Inga underarter finns listade i Catalogue of Life.